# NGC 1373
NGC 1373 ist eine elliptische Zwerggalaxie vom Hubble-Typ E3 im Sternbild Fornax am Südsternhimmel. Sie ist schätzungsweise 54 Millionen Lichtjahre von der Milchstraße entfernt und hat einen Durchmesser von etwa 30.000 Lj. Unter der Katalognummer FCC 143 ist sie als Mitglied des Fornax-Galaxienhaufens gelistet.
Im selben Himmelsareal befinden sich u. a. die Galaxien NGC 1374, NGC 1375, NGC 1379, NGC 1381.
Das Objekt wurde am 29. November 1837 von dem britischen Astronomen John Herschel entdeckt.